# 스티븐 돌드리
스티븐 데이비드 돌드리(영어: Stephen David Daldry, CBE, 1960년 5월 2일 ~ )는 잉글랜드의 영화 감독, 연극 감독, 프로듀서이다.
《빌리 엘리어트》, 《디 아워스》, 《더 리더: 책 읽어주는 남자》로 아카데미 감독상에 총 3회 지명되었다.
18세 때 영국 공군 장학생으로 뽑혀 셰필드 대학교에서 영문학을 공부했으며, 인간애에 바탕을 둔 문학적 영상미가 돋보이는 감독으로 평가된다.

## 서훈
- 2004년 대영 제국 훈장 3등급(CBE) 수훈[1]